# BYD Shark
BYD Shark, também conhecida como BYD Shark 6 em alguns mercados é uma caminhonete híbrida plug-in fabricada pela BYD Auto desde 2024. O veículo estreou no México em maio de 2024 como o primeiro veículo utilitário leve fabricado pela BYD. Ele é baseado em carroceria sobre chassi (body-on-frame) com um sistema de transmissão híbridos Dual Mode Off-Road (DMO), semelhante à plataforma usada no Fangchengbao Bao 5. O Shark não é comercializado na China.

## Visão geral
O BYD Shark foi lançada no México em 14 de maio de 2024. A picape é movida por um motor a gasolina turboalimentado de 1.5 litro, que produz 170 kW (228 hp; 231 PS), e dois motores elétricos, proporcionando um sistema de tração integral elétrica com uma potência combinada de 320 kW (429 hp; 435 PS). O Shark utiliza uma bateria LFP desenvolvida pela BYD, com uma capacidade de 29,58 kWh e tecnologia de montagem cell-to-chassis.
O tempo de aceleração de 0 a 100 km/h é de 5,7 segundos, e o consumo de combustível é de 7,5 L/100 km (13,3 km/l). O veículo possui uma capacidade de reboque de 2.500 kg, uma carga útil de 835 kg e um volume de carga de 1.450 L.

## Mercados

### México
O BYD Shark do mercado mexicano estará disponível em duas versões, GL e GS.